# Суше (Па-де-Кале)
Суше (фр. Souchez, французское произношение: [suʃe]) — коммуна на севере Франции, находится в регионе О-де-Франс. Департамент коммуны — Па-де-Кале. Входит в состав кантона Бюлли-ле-Мин. Округ коммуны — Ланс. Коммуна входит в агломерационное сообщество Ленс-Льевин, которое включает 36 коммун и насчитывало 241 268 жителей в 2019 году.
Она расположена в 3,2 км к северо-западу от Вимийского мемориала, посвящённого битве при Вими и пропавшим без вести канадским солдатам Первой мировой войны; на территории мемориала также находятся два канадских кладбища.
Полностью разрушенный в 1915 году во время второй битвы при Артуа, город был восстановлен после войны. В 1920 году Суше был награждён Орденом Нации, а в 1924 году получил Военный крест.

## География

### Местонахождение
Суше расположена в 13 км к северу от Арраса, на пересечении дорог D937, D57 и D58. Через город протекает небольшая река Суше, приток реки Каналь де ла Дёль.
Коммуна расположена на востоке департамента Па-де-Кале, в регионе Артуа. Коммуна расположена на расстоянии 7,44 км к юго-западу от Ланса, 11,5 км к северу от префектуры департамента, Арраса, 33,9 км к юго-западу от столицы региона, Лилля и 172,4 км к северо-востоку от Парижа.
Территория муниципалитета Суше граничит с территориями шести муниципалитетов:
| Экс-Нулет       | Ангр          |                  |
| Аблен-Сен-Назер | Компас        | Живанши-ан-Гоэль |
| Каранси         | Нёвиль-Сен-Ва |                  |

### Геология и рельеф

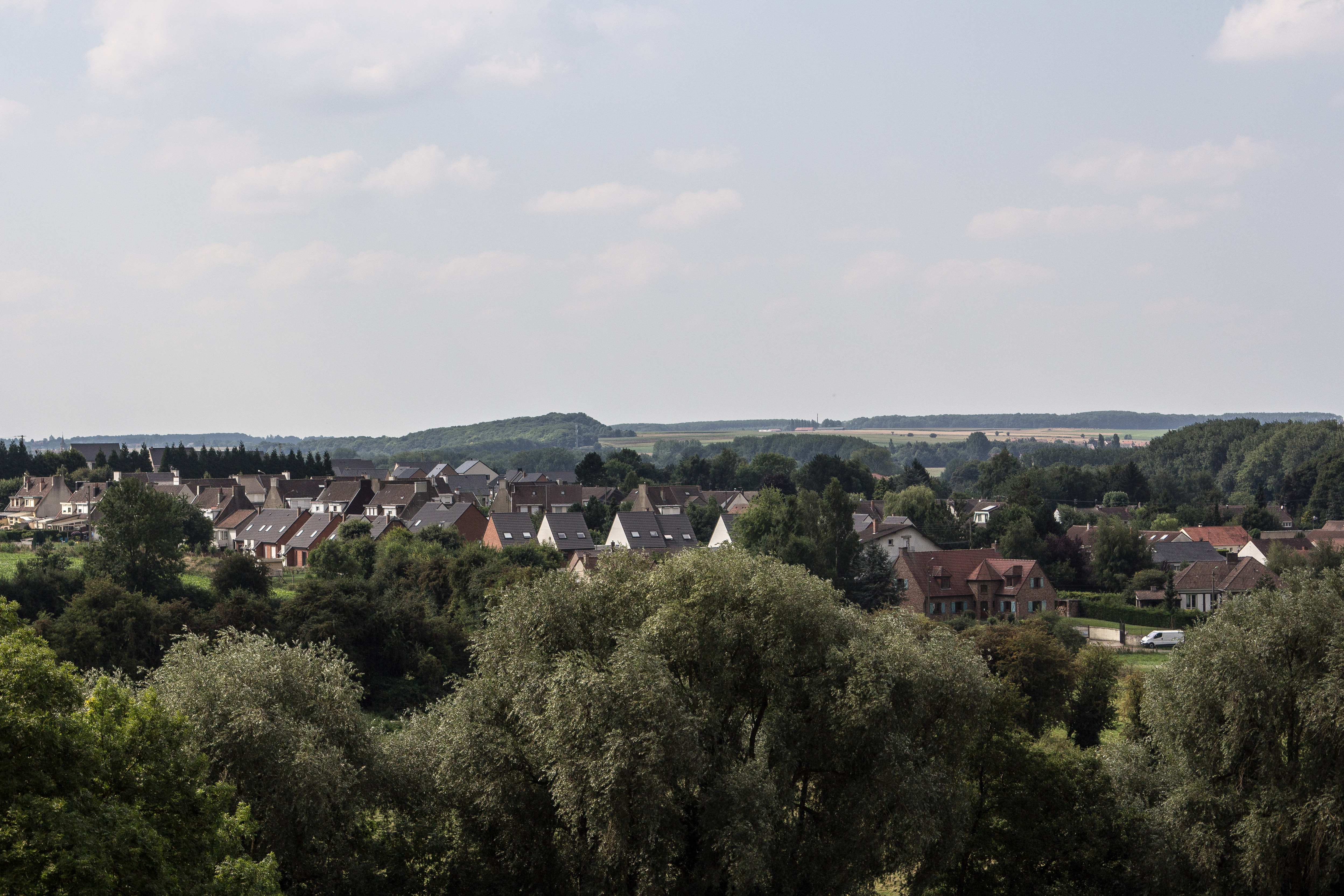
Вид на Суше с Вимийского хребта. На заднем плане холм Нотр-Дам-де-Лоретт.

Суше расположен на севере равнины Аррас, у подножия холмов Артуа. На северо-востоке и востоке над городом возвышается линия холмов, называемая «Вимийской грядой», а на северо-западе — холм Нотр-Дам-де-Лоретт.
Площадь коммуны составляет 675 га; высота над уровнем моря колеблется между 62 и 157 метрами. Минимальная высота над уровнем моря находится на северо-востоке коммуны, на уровне реки Суше, когда она покидает коммуну, а максимальная — на возвышенности Нотр-Дам-де-Лоретт.
Большинство обнажений в коммуне относятся к кайнозойской эре (равнина Артуа и берега рек), а на холмах — к мезозойской эре (хребет Вими и холм Нотр-Дам-де-Лоретт).
Почва русла и берегов реки Сушез состоит из недавнего глинистого или песчаного аллювия, образовавшегося в период голоцена. Аррасская равнина, занимающая всю южную часть муниципалитета, покрыта плейстоценовым песчано-глинистым илом. Почвы холмов на востоке и северо-западе муниципалитета состоят из мелоподобного мергеля, относящегося к туронскому периоду.

### Гидрография

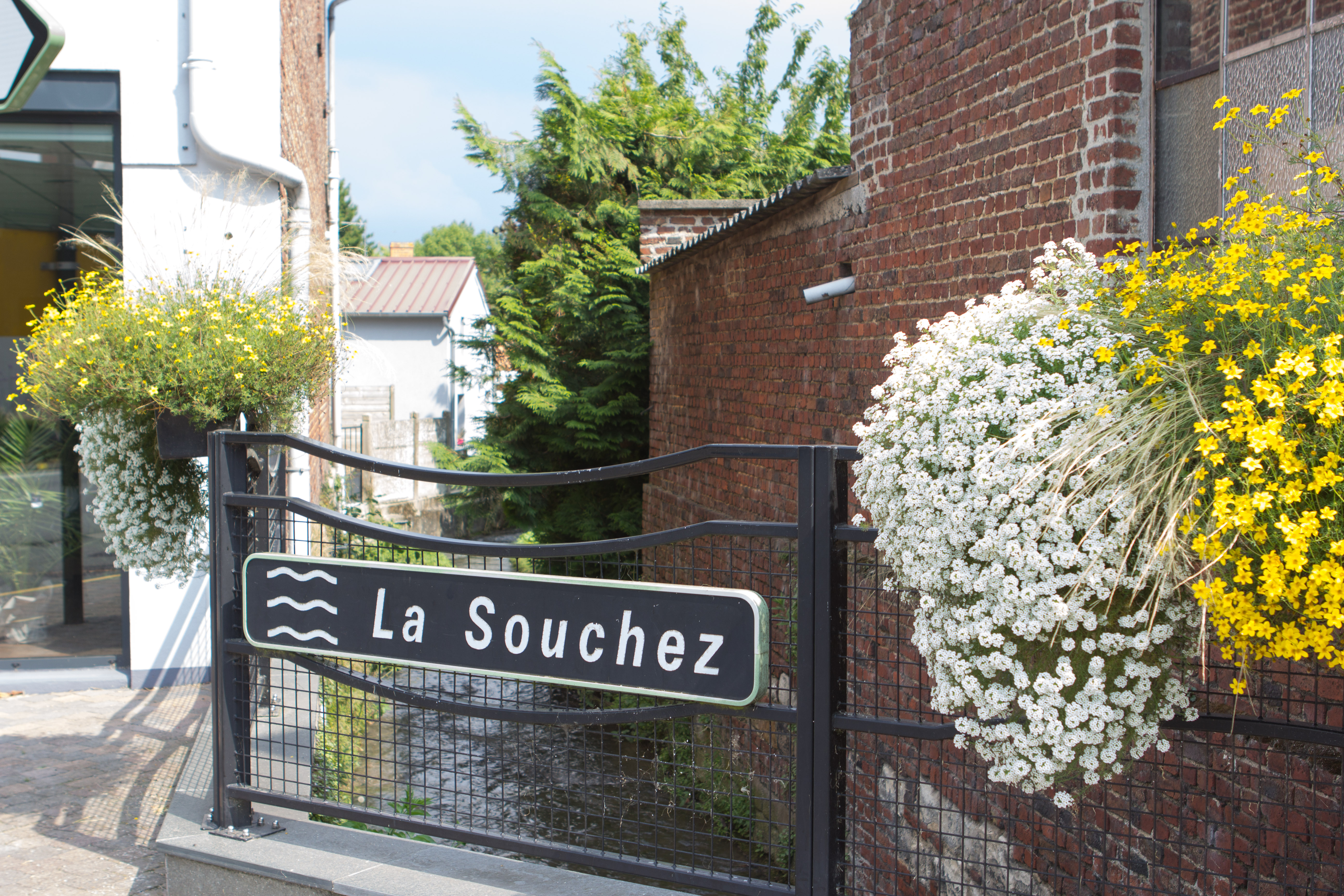
Суше, в центре города.

Река Суше, которая образует верхнее течение Каналь де ла Дёль, пересекает территорию муниципалитета с юго-запада на северо-восток. Коммуны, через которые проходит река Суше, следующие: Аблен-Сен-Назер, Ангр, Авьон, Элё-ди-Ловет, Ланс, Льевен и Суше.

### Климат
В этом департаменте с морским климатом, расположенном чуть менее чем в 100 км от Суше, климат умеренный океанический. Из-за такого расстояния местный климат несколько более континентальный, чем на побережье. Тепловые амплитуды умеренные (немного больше, чем на побережье), а зимы мягкие с неустойчивой погодой. Среднее количество осадков составляет около 600—650 мм в год.

### Природные среды и биоразнообразие
Природная территория, представляющая экологический, фаунистический и флористический интерес
Цель инвентаризации природных территорий, представляющих экологический, фаунистический и флористический интерес (ZNIEFF) — охватить наиболее интересные с экологической точки зрения территории, главным образом для того, чтобы улучшить знания о национальном природном наследии и предоставить различным лицам, принимающим решения, инструмент, который поможет им учитывать окружающую среду при планировании землепользования.
Муниципальная территория включает территории типа ZNIEFF 1: склон Аблен-Сент-Назер в Бувиньи-Бойеффле и леса Гайе. Этот участок представляет собой мозаику от нейтрофильной до кальцефильной растительности на рельефе, сильно выраженном наличием обширных меловых склонов верхнего мелового и туронского периодов к северу от Аблен-Сент-Назера.

## Городское планирование

### Типология

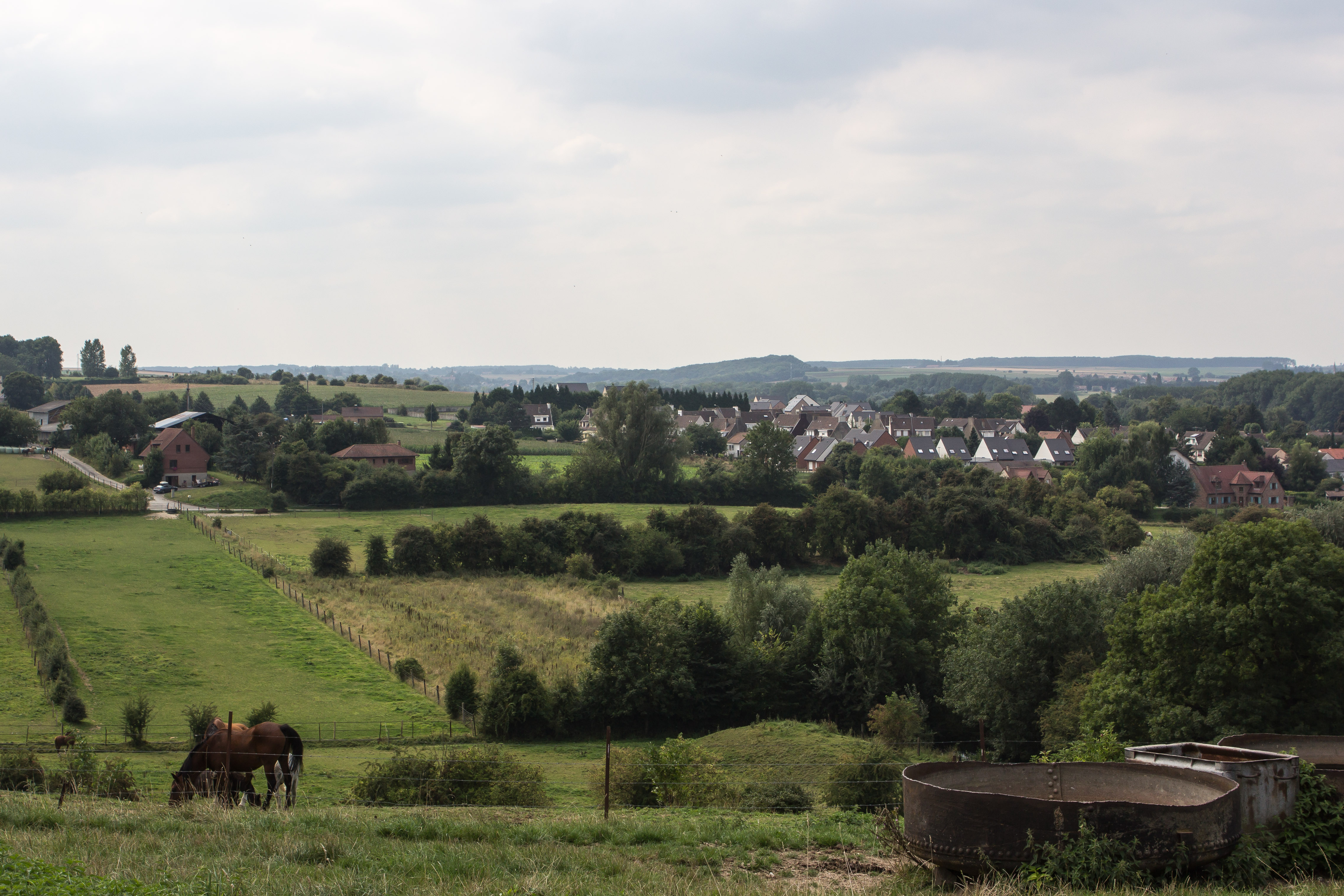
Пригородный район на въезде в город.

Суше является городской коммуной, так как относится к коммунам с плотной или промежуточной плотностью, согласно сетке плотности коммун Insee. Он относится к городской единице Дуай — Ланс, межведомственной агломерации, состоявшей из 67 коммун и 503 966 жителей в 2017 году, из которых он является пригородной коммуной. Район Дуай — Ланс занимает десятое место во Франции по численности населения после Парижа, Лиона, Марселя — Экс-ан-Прованса, Лилля (французская часть), Тулузы, Бордо, Ниццы, Нанта и Тулона.
Кроме того, муниципалитет является частью водосборного бассейна Ланс — Льевен, в состав которого он входит как периферийный муниципалитет. Эта территория, включающая 50 муниципалитетов, относится к категории с населением от 200 000 до менее 700 000 человек.

### Землепользование

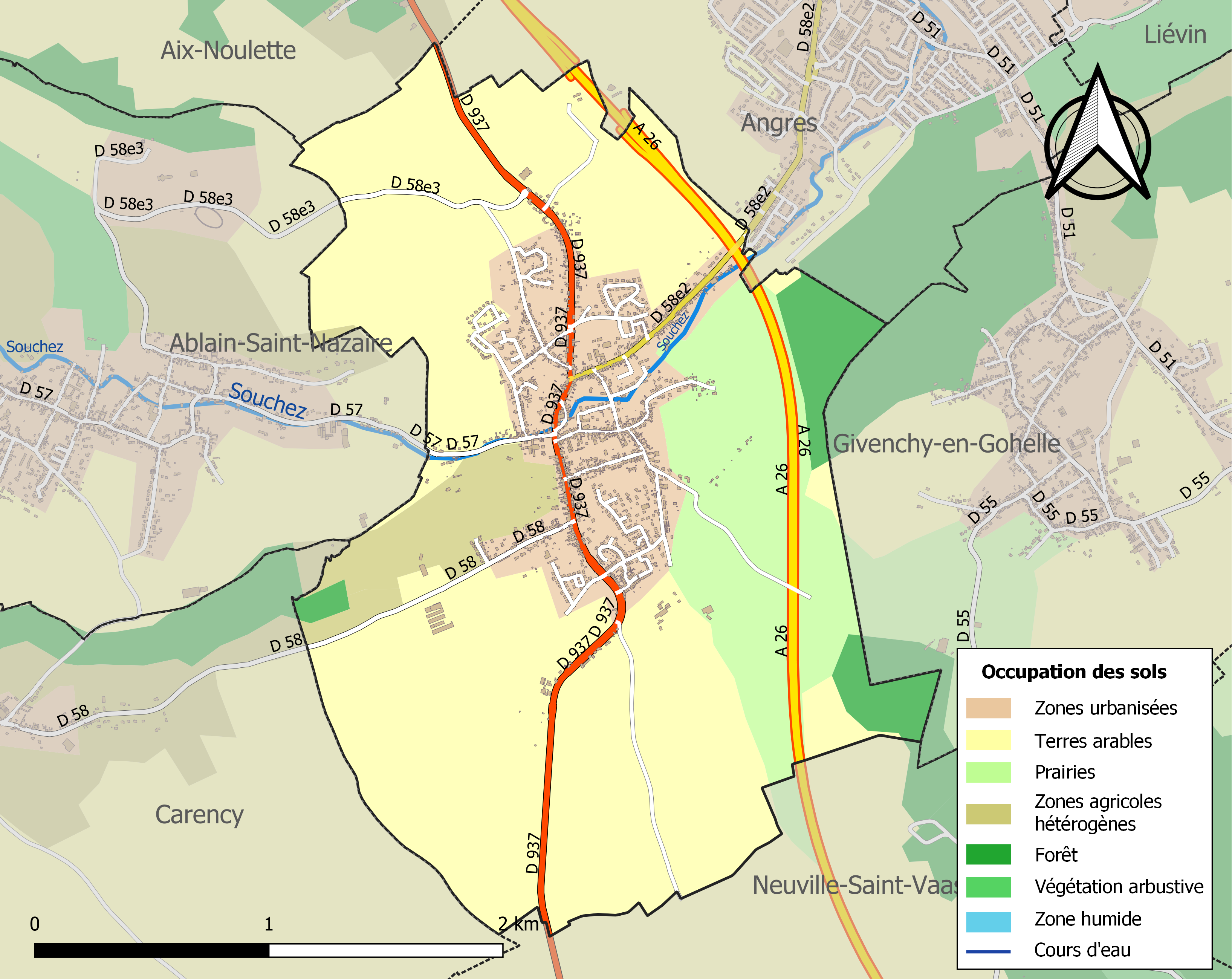
Карта землепользования коммуны в 2018 году (Corine Land Cover).

Землепользование муниципалитета, как показывает европейская биофизическая база данных землепользования Corine Land Cover (CLC), характеризуется важностью сельскохозяйственных земель (79,9 % в 2018 году), которая, тем не менее, снизилась с 1990 года (82,3 %). Детальное распределение в 2018 году выглядит следующим образом: пахотные земли (58,6 %), луга (15,7 %), урбанизированные территории (15,6 %), неоднородные сельскохозяйственные территории (5,6 %), леса (4,5 %).
Национальный географический институт Франции также предоставляет онлайн-инструмент, позволяющий сравнивать эволюцию во времени землепользования муниципалитета (или территорий в разных масштабах). Несколько периодов доступны в виде карт или аэрофотоснимков: карта Кассини (XVIII век), штабная карта (1820—1866) и текущий период (с 1950 по настоящее время).

### Городская морфология
Жильё в основном состоит из малоэтажной застройки, отдельно стоящих домов и нескольких малоэтажных многоквартирных домов.

### Жильё
В 2009 году общее количество жилых помещений в муниципалитете составило 1012, по сравнению с 796 в 1999 году.
Из этих жилых помещений 95 % были новостройками (962 жилых помещения), 0,5 % — вторичным жильём (5 жилых помещений) и 4,5 % — вакантными (46 жилых помещений). Из них 89,3 % составляли одноквартирные дома (904 жилища) и 10,5 % — квартиры (106 жилищ).
Доля основных жилых помещений, находящихся в собственности жильцов, составила 78,3 % (753 жилых помещения), а доля арендованных жилых помещений — 20,3 % (195 жилых помещений, включая 118 пустующих жилых помещений, сдаваемых в аренду).

### Дороги и транспорт
Автомобильные дороги

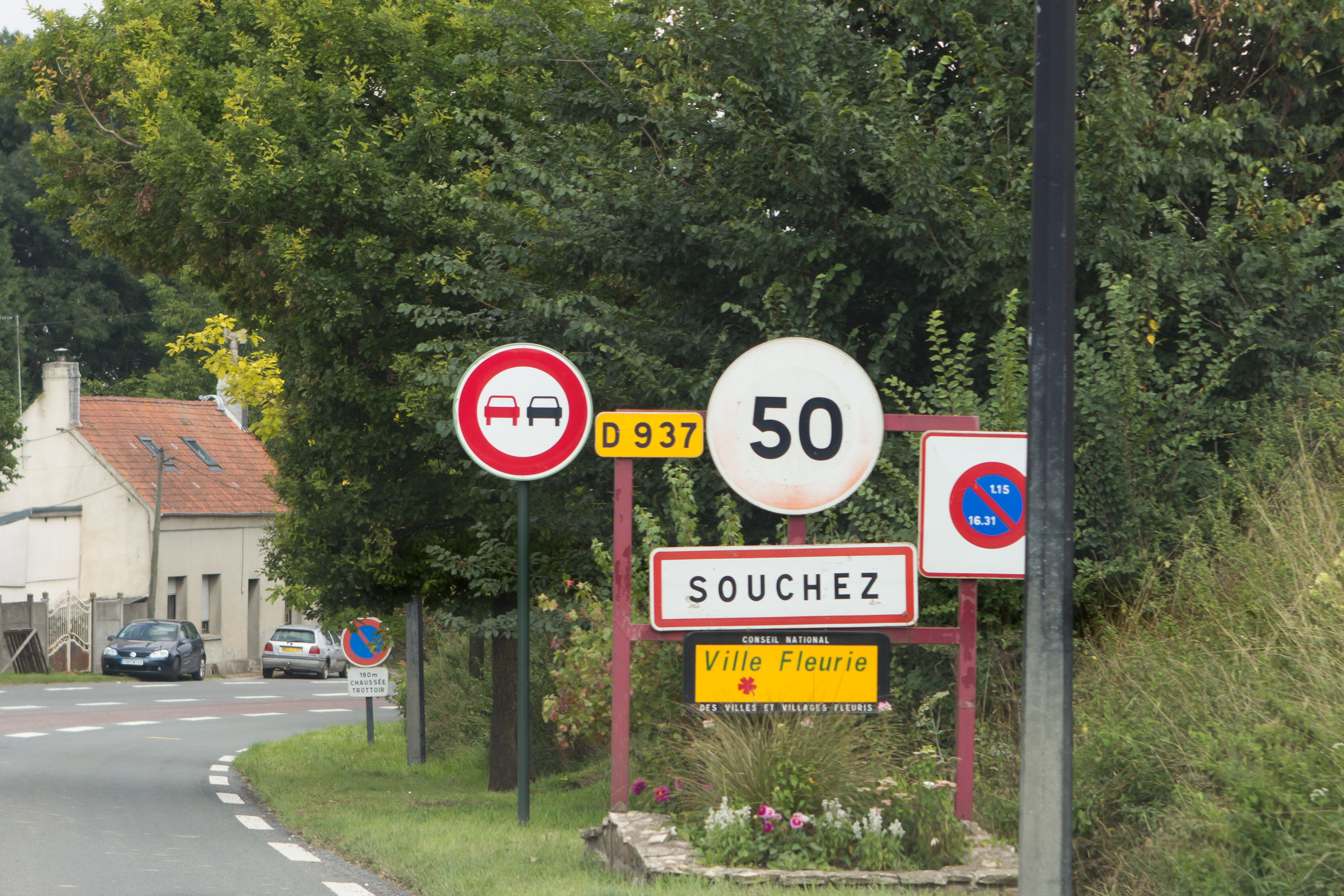
Южный въезд в Суше по шоссе D 937.

Суше обслуживается автомагистралью A26 (съезд 6.1, Льевен — Ланс, 7 км к северу, и съезд 7, Аррас, 9 км к юго-востоку), которая пересекает коммуну на востоке.
Дороги департамента связывают Суше с соседними коммунами: Экс-Нулетт на севере и Нёвиль-Сен-Вааст на юге по шоссе D 937 (бывшая национальная дорога 37 из Арраса в Сен-Венан), Аблен-Сен-Назер на западе по шоссе D 57, Каренси на юго-западе по шоссе D 58 и Ангр на северо-востоке по шоссе D 58E2.
Общественный транспорт
Суше обслуживается автобусами маршрута 57 (линия Аблен-Сен-Назер ↔ Ланс) автобусной сети Тадао и автобусами маршрута 534 (линия Аррас ↔ Льевен) междугородней сети Па-де-Кале (сеть Оскар).
Ближайшая железнодорожная станция — Ланс, расположенная в 10 км к северо-востоку от Суше. Вокзал обслуживается поездами TER Nord-Pas-de-Calais и TGV из Парижа или в Париж.
С 1895 по 1948 год коммуна обслуживалась железнодорожной линией Ланс — Фревент, старой железнодорожной веткой, которая соединяла коммуны Ланс и Фреван.

## Топонимика
Название местности засвидетельствовано в 540 году под именем Сабуцетум (лат. Sabucetum) в завещании святого Реми. Затем, в XIII веке, под именем Оппидулум Сабуцети (лат. Oppidulum Sabuceti). А также Вилла Саксесси (лат. Villa Successi) в 1088 году, Soces в 1104 году, Souces в 1119 году, Socez в 1213 году, Souches в 1259 году, Souchies в 1339 году, Souchetz в 1525 году и, наконец, Souchez в 1663 году.

## История

### Античность
Остатки галло-римских жилищ свидетельствуют о заселении этой территории в начале нашей эры.
Завещание архиепископа Реймса упоминает Суше под именем Сабуцетум в 540 году, но подлинность этого документа опровергается некоторыми историками.

### Средние века
В 1213 году Суше был опустошен войсками графа Фердинанда Фландрского, который воевал с Филиппом Августом.
Деревня была вновь разрушена в 1303 году фламандцами, а затем в 1380 году англичанами во время Столетней войны.
Территория Суше включает в себя поместье Карьель. Это дало название дворянской семье, существовавшей и в XVIII веке.
Суше также был резиденцией сеньории.

### Новое время
Суше дважды использовался в качестве гарнизона: в 1648 году для войск принца Конде во время битвы под Лансом и в 1654 году для испанских войск во время осады Арраса.

### Современный период
В XIX веке в Суше были похоронены два представителя знати, связанные с коммуной:
- Луи Гислен Жозеф Буистел (1735—1820), сын Луи Александра, оруженосца Габриэля дю Пюи; был оруженосцем и лордом Кардоннуа[фр.]. Он родился в Суше в декабре 1735 года, жил там и умер 14 февраля 1820 года в возрасте 85 лет. Похоронен в Суше. Он женился в Лилле 21 августа 1775 года на Франсуазе Габриэль Жозеф Ювино (1752—1833), дочери Пьера Робера Мартина Ювино, оруженосца, лорда Бургеля[англ.], Инши-ан-Артуа[англ.], Каникура[англ.], Виллер-ан-Артуа, Мёршена, буржуа из Лилля, рядового придворного, начальника полиции Лилля, и Анжелики Каролины Жозеф Франс. Франсуаза Ювино родилась в Лилле в марте 1752 года (крещена 11 марта 1752 года) и умерла в Аррасе 19 ноября 1833 года в возрасте 81 года.
- Второй человек, погребённый в Суше — брат Франсуазы Габриэль Жозеф Ювино, Сезар Луи Мари Ювино (1748—1836). Он родился в Лилле в июне 1748 года (крещен 18 июня 1748 года). Сквайр, он учился в Дуэ и посещал курсы богословия в Университете Дуэ[англ.]. Он стал каноником и генеральным викарием[англ.] Аррасской епархии. Во время Французской революции он отказался принести присягу на верность Конституции (Гражданская конституция духовенства). По применению закона от 26 августа 1792 года он был выслан как непокорный священник (неприсягнувшие священники) и поселился в Турне. После подписания Конкордата в 1801 году он вернулся во Францию, и жил попеременно в Арментьере и Суше со своим зятем. Умер 12 марта 1836 года в возрасте 88 лет[33].

### Первая мировая война

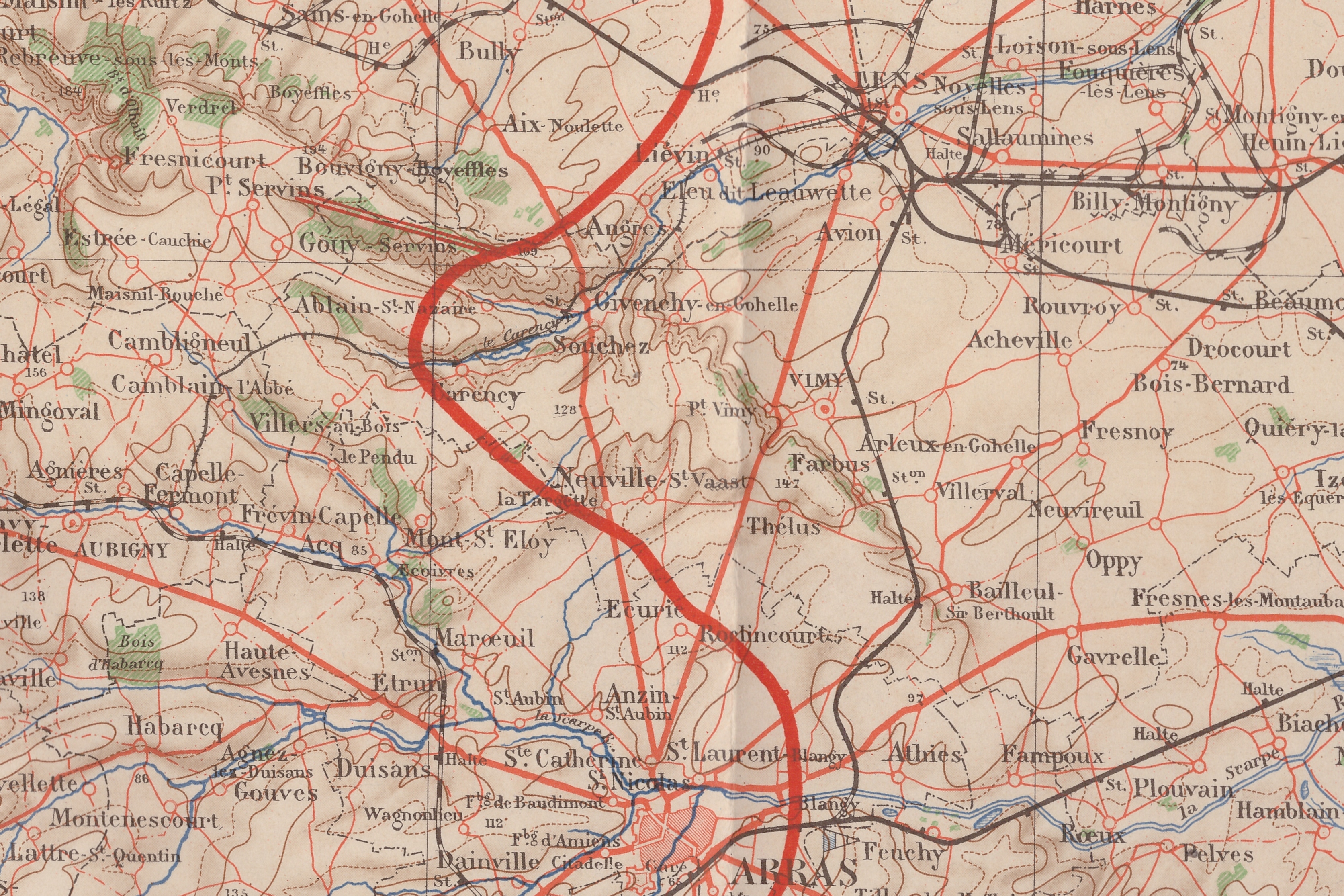
Артуаский фронт в январе 1915 года. Немецкая зона справа от красной линии.

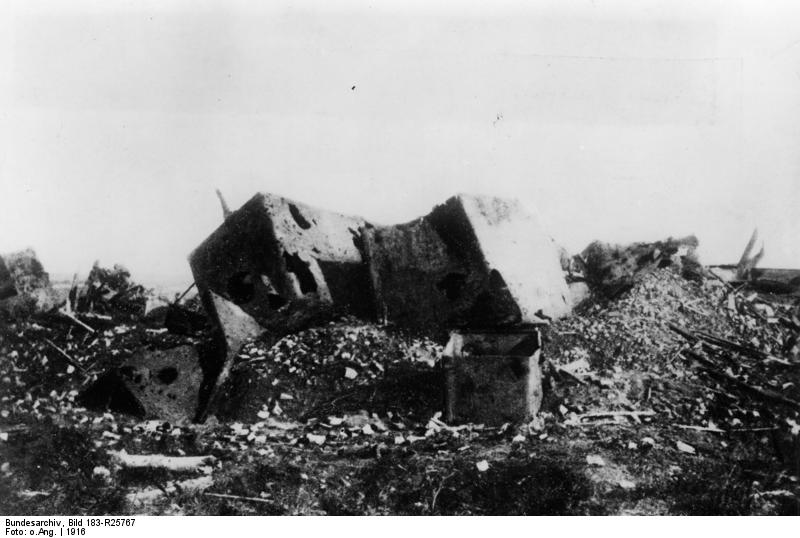
Руины Сахарный завод в Суше.

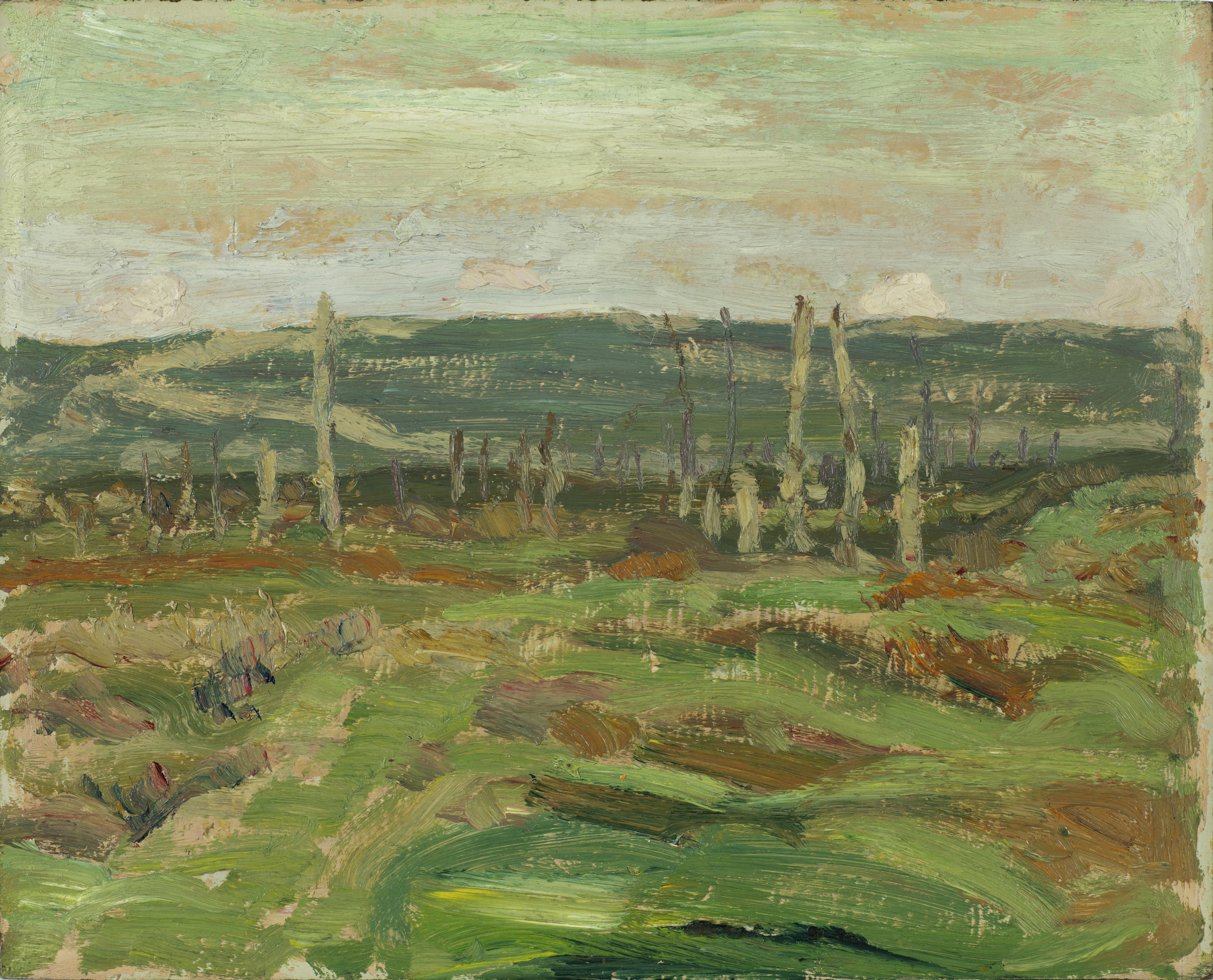
Разрушенный войной пейзаж, нарисованный канадским солдатом (А. Я. Джексон) в 1917 году.

Благодаря своему расположению между холмами Лоретт на севере и Вими на востоке, Суше оказался в самом центре сражений в Артуа во время Первой мировой войны.
5 октября 1914 года немцы овладели холмом Лоретт и заняли западное основание хребта Вими; Суше стал немецкой зоной и оставался таковой в течение года.
Наступление британской и французской армий весной и осенью 1915 года с целью отвоевать вершины холмов привело к полному разрушению города, о чём свидетельствует Жан Галтье-Буасьер в своей книге «Зима в Суше» (1915—1916):

Вдруг за зловещей рощей, чьи утыканные пулеметами деревья заслоняют небо, словно армия гротескных мётл, перед нами появляется Суше… Пейзаж настолько отвратителен, настолько неестественен, что я думаю, не сплю ли я: это видение инфернального кошмара, мрачная обстановка какой-то фантастической сказки Эдгара По.
Это не руины: здесь нет ни стен, ни улиц, ни форм. Все было измельчено, выровнено пестиком. Суше — это не что иное, как отвратительная каша из дерева, камней, костей, растёртых и замешанных в грязи. Как на море после кораблекрушения, несколько обломков лежат разбросанными на ковре сверкающей грязи. От этих развалин воняет смертью. Когда Суше перестал быть ареной ежедневной партизанской войны, вода завершила работу огня: маленькая речка, которая по вечерам была красной, взбунтовалась и, поднявшись со своего русла, попыталась затопить развалины.
Несколько ручейков руин выходят из грязи; тем не менее, вражеские снаряды неустанно рыщут по внутренностям убитого города…
Оригинальный текст (фр.)Soudain, derrière un boqueteau sinistre dont les arbres étêtés par la mitraille raturent le ciel comme une armée de grotesques manches à balais, Souchez nous apparaît... Le paysage est si hideux, si hors nature que je me demande si je ne rêve pas : c'est une vision d'infernal cauchemar, le lugubre décor de quelque conte fantastique d'Edgar Poë.
Ce ne sont pas des ruines : il n'y a plus de mur, plus de rue, plus de forme. Tout a été pulvérisé, nivelé par le pilon. Souchez n'est plus qu'une dégoûtante bouillie de bois, de pierres, d'ossements, concassés et pétris dans la boue. Comme sur la mer après un naufrage, quelques épaves gisent éparses sur un tapis de boue luisante. Ces décombres puent la mort. Lorsque Souchez cessa d'être le théâtre d'une guérilla journalière, l'eau acheva l'œuvre du feu : la petite rivière, qui certains soirs coula rouge, se révolta et, sortant de son lit, s'efforça de submerger les décombres.
Quelques flots de ruines émergent seuls de la boue ; néanmoins les obus ennemis s'acharnent à fouiller sans pitié les entrailles du bourg assassiné... 
— 
В главе XII романа Анри Барбюса «Под огнём» даётся похожее описание разрушенного Суше:

Деревня исчезла. Я никогда не видел, чтобы деревня так исчезала. Аблен-Сен-Назер и Каренси все ещё сохраняют форму местности, с их разбитыми и усечёнными домами, их дворами, заполненными штукатуркой и черепицей. Здесь, в обрамлении поваленных деревьев — которые окружают нас, посреди тумана, призраком пейзажа — ничто не имеет никакой формы: нет даже участка стены, ворот, портала, который стоял бы вертикально, и с удивлением замечаешь, что сквозь клубок балок, камней и металлолома пробиваются булыжники: здесь была улица!
Она похожа на грязный пустырь, болотистый, рядом с городом, на который последний годами регулярно насыпал, не оставляя пустого места, свои обломки, свои строительные материалы и свою старую утварь: равномерный слой мусора и обломков, среди которого ныряешь и продвигаешься с большим трудом, медленно. Бомбардировка настолько изменила ситуацию, что изменила русло мельничного ручья, и он беспорядочно бежит и образует пруд на остатках небольшой площади, где раньше стоял крест.
Оригинальный текст (фр.)Le village a disparu. Jamais je n’ai vu une pareille disparition de village. Ablain-Saint-Nazaire et Carency gardent encore une forme de localité, avec leurs maisons défoncées et tronquées, leurs cours comblées de plâtras et de tuiles. Ici, dans le cadre des arbres massacrés — qui nous entourent, au milieu du brouillard, d’un spectre de décor — plus rien n’a de forme : il n’y a pas même un pan de mur, de grille, de portail, qui soit dressé, et on est étonné de constater qu’à travers l’enchevêtrement de poutres, de pierres et de ferraille, sont des pavés : c’était ici, une rue !
On dirait un terrain vague et sale, marécageux, à proximité d’une ville, et sur lequel celle-ci aurait déversé pendant des années régulièrement, sans laisser de place vide, ses décombres, ses gravats, ses matériaux de démolitions et ses vieux ustensiles : une couche uniforme d’ordures et de débris parmi laquelle on plonge et l’on avance avec beaucoup de difficulté, de lenteur. Le bombardement a tellement modifié les choses qu’il a détourné le cours du ruisseau du moulin et que le ruisseau court au hasard et forme un étang sur les restes de la petite place où il y avait la croix.
— 
25 февраля 1918 года председатель Совета министров, Жорж Клемансо, посетил Бетюн, Суше, Аблен-Сен-Назер, Вими и Роклинкур, которые не были удержаны немцами.
10 августа 1920 года город был награждён Орденом Нации, а в 1924 году получил Военный Крест, который и сегодня можно увидеть на фронтоне ратуши.
После войны Суше спонсировался лондонским районом Кенсингтон, который поддерживал реконструкцию многочисленными пожертвованиями. Главная площадь Суше была названа Кенсингтонской площадью, а прилегающая к ней улица была названа в честь Райса Оксли, тогдашнего мэра Кенсингтона.

## Политика и администрация

### Территориальное деление
С 1801 года коммуна входит в округ Аррас департамента Па-де-Кале. Согласно декрету префектуры от 20 декабря 2016 года, коммуна была отделена 1 января 2017 года и стала частью округа Ланс.
Муниципалитеты и межмуниципальные образования
Суше является членом агломерационного сообщества Ланс — Льевин, созданного в 2000 году.
Административные округа
С 1801 года коммуна входит в состав кантона Вими. В результате перераспределения кантонов во Франции в 2014 году, коммуна теперь входит в кантон Бюлли-ле-Мин.
Избирательные округа
На выборах депутатов коммуна входит во второй избирательный округ Па-де-Кале.

### Муниципальные и общинные выборы
Анализ последних результатов выборов в Суше показывает тенденцию избирателей голосовать за левых, с почти систематическими победами кандидатов от Социалистической партии или Республиканского и гражданского движения на местных и национальных выборах.
Результаты вторых туров
- Кантональные выборы 2004 года[англ.]: 52,77 % за Робера Миелоха (PS), 47,23 % за Лионеля Ланкри (UMP), 72,90 % явка[42].
- Кантональные выборы 2011 года[англ.]: 70,19 % за Бертрана Александра (MRC), 29,81 % за Лорана Бриса (FN), 59,34 % явка[43].

Муниципальные выборы
- Муниципальные выборы 2008[англ.]: явка — 75,24 %, Жан-Мари Александр избран мэром с 1278 голосами[44].
- Муниципальные выборы 2014: явка — 1152 голоса (100,00 % от числа проголосовавших) за список «Страсти по душе» во главе с Жан-Мари Александром; 64,60 % участия[45].

Муниципальная администрация
Поскольку число жителей муниципалитета составляет от 2500 до 3499 человек, число членов муниципального совета — 23.
Список мэров

| Период       | Период       | ФИО                | Партия          | Квалификация |
| ------------ | ------------ | ------------------ | --------------- | --- |
| 1838         | 1848         | Пьер Филипп Делабр |                 | |
| 1848         | 1871         | Ахмет д’Эрикур     |                 | |
| 1871         | 1881         | Жорж Морель        |                 | |
| 1881         | 1907         | Гислен-Филипп Кайе |                 | |
| 1907         | 1919         | Жан-Филипп Кайе    |                 | |
| 1919         | 1925         | Жан Лефлон         |                 | |
| 1925         | 1929         | Жозеф Вердьер      |                 | |
| 1929         | 1944         | Эдмонд Прувост     |                 | |
| 1944         | март 1959    | Эжен Фландрен      |                 | |
| март 1959    | декабрь 1959 | Роже Вердьер       |                 | |
| декабрь 1959 | март 1971    | Онезим Брассар     |                 | |
| март 1971    | октябрь 1995 | Эмиль Вердьер      | PS              | Монтажник умер на посту |
| октябрь 1995 | н.в.         | Жан-Мари Александр | MRC тогда — MDC | Школьный учитель, затем руководитель высшего звена Депутат Европейского парламента (1987 → 1994) Региональный советник от Норд-Па-де-Кале (1986 → 2015) Вице-президент регионального совета (1998 → 2015) Президент агломерационного округа Ланс — Льевин (1998 → 2001) Первый секретарь Гражданского движения (2018 →) Переизбран на срок 2014—2020 гг. Переизбран на срок 2020—2026 гг. |

### Другие выборы
Президентские выборы
Результаты второго тура
- Президентские выборы 2002 года: 76,32 % за Жака Ширака (RPR), 23,68 % за Жан-Мари Ле Пен (FN), явка 84,99 %[52].
- Президентские выборы 2007 года: 49,66 % за Николя Саркози (UMP), 50,34 % за Сеголен Руаяль (PS), явка 88,51 %[53].
- Президентские выборы 2012 года: 55,34 % за Франсуа Олланда (PS), 44,66 % за Николя Саркози (UMP), явка 83,34 %[54].

Парламентские выборы
Результаты второго тура
- Парламентские выборы 2002 года: 51,53 % за Франсуа Десмазьера (UMP), 48,47 % за Катрин Жениссон (PS), явка 65,88 %[55].
- Парламентские выборы 2007 года: 58,26 % за Катрин Жениссон (PS), 41,74 % за Мишеля Циолковски (UMP), явка 73,41 %[56].
- Парламентские выборы 2012 года: 36,75 % за Жан-Мари Престо (UMP), 63,25 % за Жаклин Маке (PS), явка 63,80 %[57].

### Муниципальные финансы
В 2013 году бюджет коммуны составил 2 621 000 евро, из которых 1 880 000 евро были направлены на операционную деятельность, а 741 000 евро — на инвестиции, 57,42 % из которых финансировались за счёт местных налогов, при этом налоговые ставки были установлены на уровне 20,87 % для налога на жильё и 33,67 % и 100,39 % для налога на фонды, взимаемого с населения. В том же году накопленный долг коммуны составил 528 000 евро.

## Общественные объекты и услуги

### Образование
Суше находится в ведении Лилльской академии. В 2014 году в городе были открыты детский сад, школа Онесиме-Брассар, и начальная школа Анатоль-Франс.
Местной средней школой является Коллеж Жан-Вилар в Ангре. Местные лицеи: лицей профессионального образования Henri-Darras и средняя школа строительных профессий François-Hennebique в Liévin.

### Почта и телекоммуникации

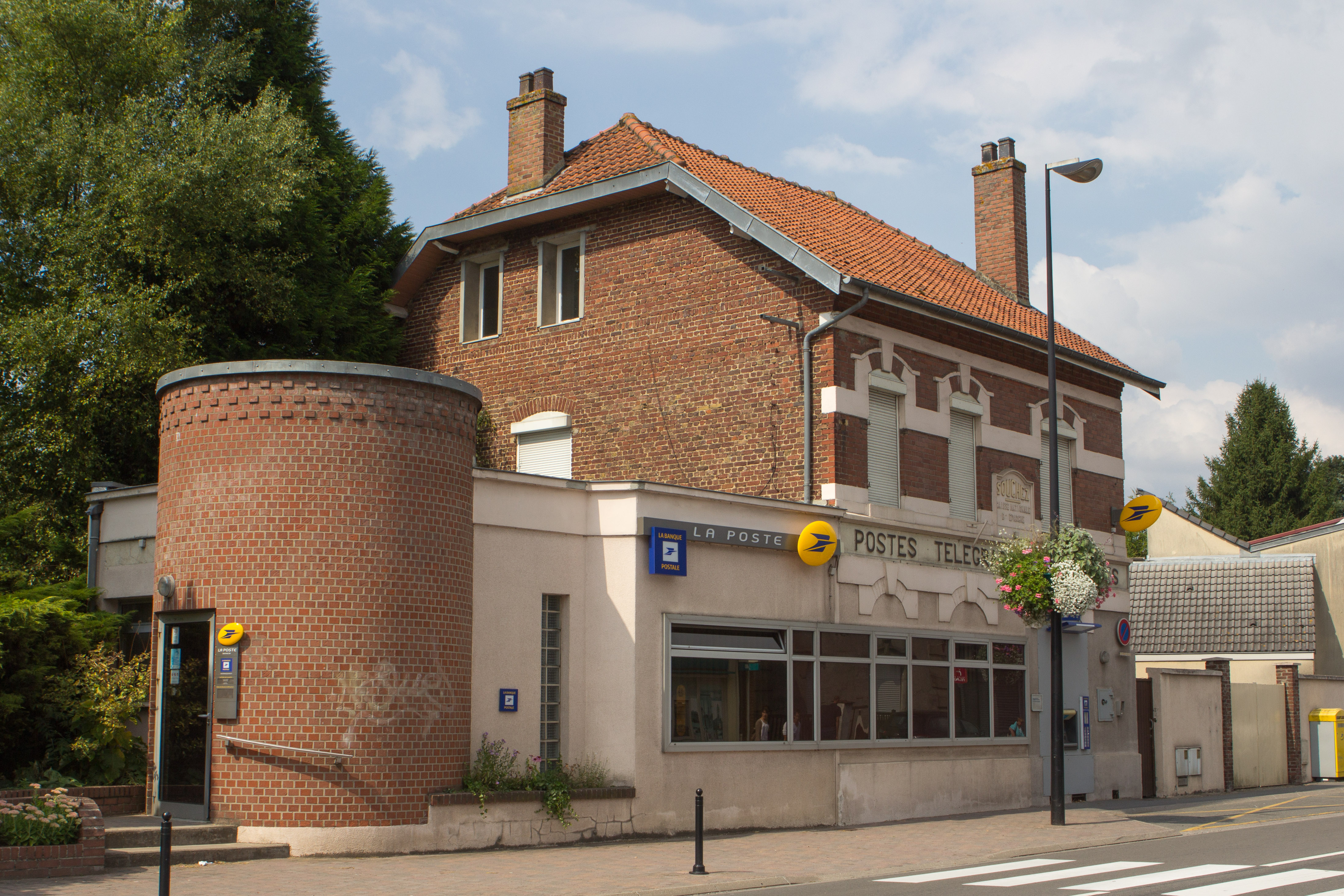
Почтовое отделение в Суше.

В 2014 году в муниципалитете появилось почтовое отделение.

### Здравоохранение
В коммуне нет медицинских учреждений. Ближайшие больницы находятся в Аррасе и Лансе.
В 2014 году в коммуне было три врача, один хирург-стоматолог и одна аптека.

### Правосудие, безопасность, спасательные работы и оборона
Правосудие
Суше находится под юрисдикцией суда по трудовым спорам Арраса, апелляционного административного суда Дуэ, апелляционного суда Дуэ, суда присяжных Па-де-Кале, административного суда Лилля, суда первой инстанции Арраса, суда высшей инстанции Арраса, коммерческого суда Арраса и суда по делам несовершеннолетних Арраса.
Безопасность
В 2014 году безопасность коммуны обеспечивала автономная территориальная бригада жандармерии Вими.
Спасательные службы и службы гражданской обороны
Ближайший пожарно-спасательный центр (CIS) находится в Льевине.

## Население и общество

### Демография
Демографические изменения
Динамика численности населения известна благодаря переписям населения, проводившимся в коммуне с 1793 года. Начиная с 2006 года, юридическая численность населения муниципалитетов ежегодно публикуется INSEE. В настоящее время перепись основана на ежегодном сборе информации, касающейся последовательно всех коммунальных территорий в течение пяти лет. Для муниципалитетов с населением менее 10 000 человек каждые пять лет проводится перепись всего населения, при этом численность населения за промежуточные годы оценивается путем интерполяции или экстраполяции. Что касается муниципалитета, то первая исчерпывающая перепись населения по новой системе была проведена в 2005 году.
В 2020 году в коммуне проживало 2643 человека, что на 3,44 % больше, чем в 2014 году (Па-де-Кале: −0,71 %, Франция без учёта Майотты: +1,9 %).
| 1793 | 1800 | 1806 | 1821 | 1831 | 1836 | 1841 | 1846 | 1851 |
| ---- | ---- | ---- | ---- | ---- | ---- | ---- | ---- | ---- |
| 638  | 632  | 764  | 737  | 812  | 817  | 843  | 833  | 814  |

| 1856 | 1861 | 1866 | 1872 | 1876 | 1881 | 1886  | 1891  | 1896  |
| ---- | ---- | ---- | ---- | ---- | ---- | ----- | ----- | ----- |
| 850  | 905  | 904  | 934  | 958  | 975  | 1 031 | 1 121 | 1 231 |

| 1901  | 1906  | 1911  | 1921 | 1926 | 1931  | 1936  | 1946  | 1954  |
| ----- | ----- | ----- | ---- | ---- | ----- | ----- | ----- | ----- |
| 1 400 | 1 475 | 1 526 | 781  | 960  | 1 033 | 1 057 | 1 161 | 1 244 |

| 1962  | 1968  | 1975  | 1982  | 1990  | 1999  | 2005  | 2006  | 2010  |
| ----- | ----- | ----- | ----- | ----- | ----- | ----- | ----- | ----- |
| 1 652 | 1 800 | 1 862 | 1 872 | 2 031 | 2 176 | 2 296 | 2 291 | 2 523 |

| 2015  | 2020  | - | - | - | - | - | - | - |
| ----- | ----- | - | - | - | - | - | - | - |
| 2 539 | 2 643 | - | - | - | - | - | - | - |

Возрастная пирамида
В 2018 году доля лиц в возрасте до 30 лет составила 31,7 %, что ниже среднего показателя по департаменту (36,7 %). И наоборот, доля людей старше 60 лет в том же году составила 28,3 %, по сравнению с 24,9 % в департаменте.
В 2018 году в муниципалитете насчитывалось 1238 мужчин и 1307 женщин, то есть доля женщин составила 51,36 %, что несколько ниже ведомственного показателя (51,50 %).
Возрастные пирамиды для коммуны и департаментов выглядят следующим образом:
| Мужчины | Возраст   | Женщины |
| ------- | --------- | ------- |
| 0,9     | 90 +      | 1,1     |
| 5,1     | 75-89 лет | 9,3     |
| 20,0    | 60-74 лет | 20,2    |
| 21,3    | 45-59 лет | 20,7    |
| 19,6    | 30-44 лет | 18,4    |
| 15,6    | 15-29 лет | 12,1    |
| 17,6    | 0-14 лет  | 18,3    |

| Мужчины | Возраст   | Женщины |
| ------- | --------- | ------- |
| 0,5     | 90 +      | 1,5     |
| 5,4     | 75-89 лет | 8,9     |
| 15,9    | 60-74 лет | 17,3    |
| 20,2    | 45-59 лет | 19,4    |
| 19,1    | 30-44 лет | 18,2    |
| 18,6    | 15-29 лет | 16,3    |
| 20,3    | 0-14 лет  | 18,3    |

### Культурные мероприятия и праздники
В коммуне есть зал для собраний. Различные ассоциации участвуют в культурной жизни коммуны.
В Суше проводится несколько местных мероприятий, в том числе: «Сельский фестиваль» в начале августа, «Однажды Па-де-Кале был освобожден» в сентябре, блошиные рынки в мае и сентябре и Рождественский рынок в декабре.

### Спорт и досуг
В Суше есть спортивный зал и спортивная площадка.

### Поклонение
Территория коммуны Суше является частью католического прихода «Нотр-Дам Артуа Хиллс» в приходском секторе Ланс — Льевен епархии Арраса. Местом поклонения является церковь Сен-Николя.

### Медиа
Региональная ежедневная газета La Voix du Nord в местном издании Arras, а также еженедельник L’Avenir de l’Artois сообщают местные новости. Город охватывается телеканалом France 3 Nord-Pas-de-Calais и национальными каналами TNT. Он также принимает региональный канал Wéo.
Институциональную информацию предоставляют несколько периодических изданий: L’info de l’agglo, газета, распространяемая сообществом агломерации Ланс — Льевин и Mon Nord-Pas-de-Calais, ежемесячник, распространяемый региональным советом Нор-Па-де-Кале.

## Экономика

### Доходы населения и налогообложение
В 2011 году медианный налоговый доход на одно домохозяйство составил 32 559 евро, что позволило Суше занять 11 443 место среди 31 886 коммун с более чем 49 домохозяйствами в метрополии.
В 2009 году 54,5 % домохозяйств облагались налогами.

### Занятость
В 2009 году население в возрасте от 15 до 64 лет составляло 1632 человека, из которых 72 % были заняты, 65 % работали, а 7 % были безработными.
|                                        | Количество | Процентов |
| Всего                                  | 1632       | 100,0 %   |
| Занятых                                | 1176       | 72 %      |
| Трудоустроенные лица                   | 1061       | 65 %      |
| Безработные                            | 115        | 7 %       |
| Не занятых                             | 456        | 28 %      |
| Ученики, студенты                      | 165        | 10,10 %   |
| На пенсии или предпенсионного возраста | 173        | 10,60 %   |
| Прочие неактивные                      | 118        | 7,20 %    |

В 2009 году в зоне занятости было 401 рабочее место, по сравнению с 359 в 1999 году. В районе трудоустройства проживает 1066 человек, показатель концентрации занятости составляет 37,6 %, что означает, что район трудоустройства предлагает примерно одно рабочее место на каждые три трудоустроенных жителя.

### Бизнес и торговля
На 31 декабря 2010 года в Суше насчитывалось 120 предприятий: 14 в сельском, лесном и рыбном хозяйстве, 7 в промышленности, 13 в строительстве, 60 в торговле, транспорте и различных услугах и 26 в администрации.
В 2011 году в Суше было создано 19 предприятий, 15 из которых были самозанятыми.
В городе имеется большое количество продовольственных и непродовольственных магазинов, магазинов одежды, ресторанов, банков, страховых агентств, агентств недвижимости, парикмахерских, аптек и множество ремесленников.

## Местная культура и наследие

### Места и памятники

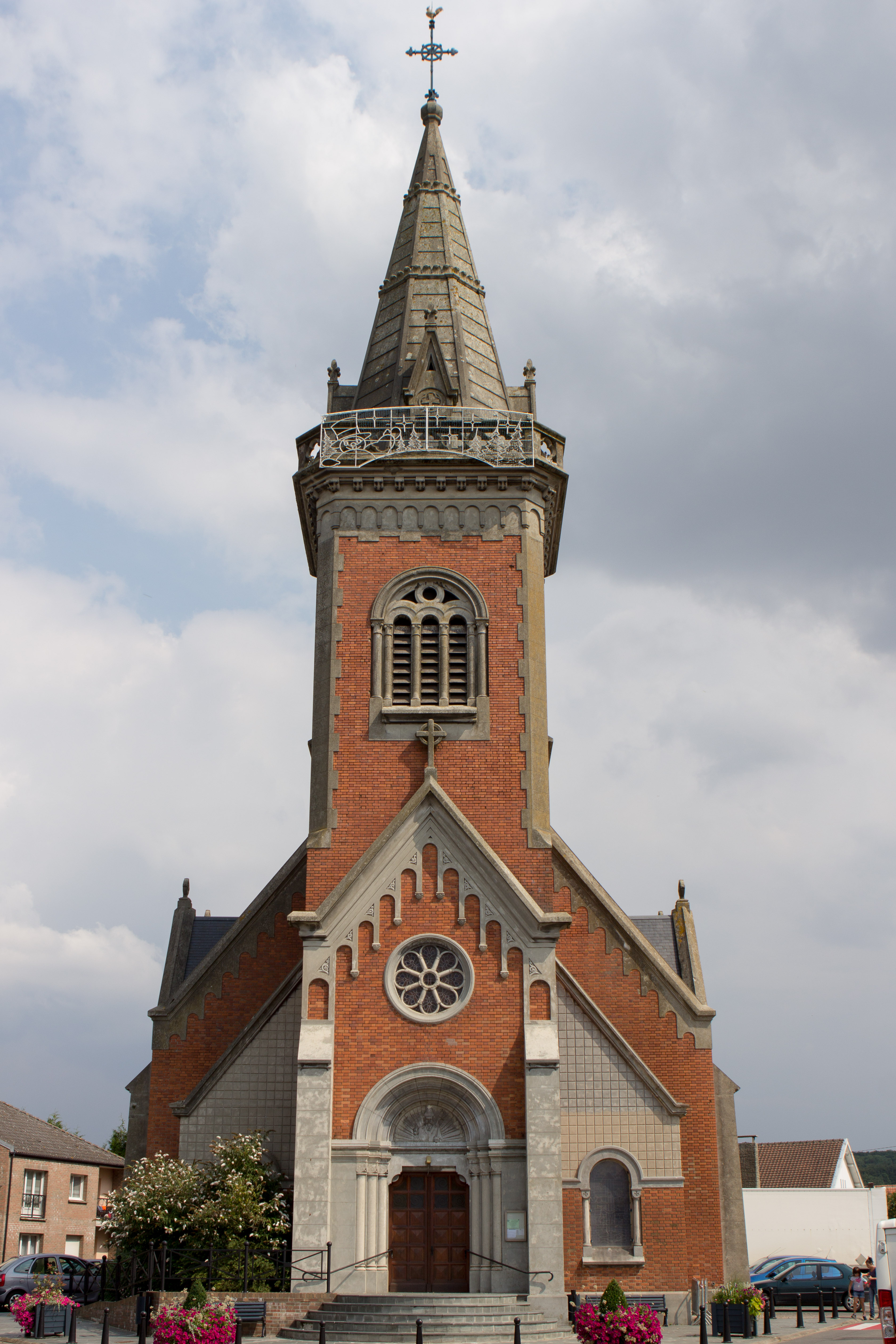
Церковь Святого Николая.

В коммуне есть места, внесённые в общий реестр культурного наследия, и один объект, внесённый в реестр исторических памятников:
- Сад военного кладбища в Лоретте[98];
- Каменная купель, датированная 1765 годом, расположенная в церкви Сент-Эньян, классифицированная как исторический памятник с 18 мая 1908 года[99].

Кроме того, есть и другие достопримечательности:
- Основание креста из песчаника, датируемое средневековьем, частично разрушенное во время Первой мировой войны и восстановленное во время реконструкции города[100];
- Церковь Святого Николая, перестроенная, как и большая часть деревни, после Первой мировой войны, в 1928—1931 годах[101];
- Кладбища Франции и Комиссии по военным захоронениям Содружества[англ.]. Кладбище долины Зуав, у подножия хребта Вими, названное в честь полка зуавов французской армии, захватившего хребет в мае 1915 года. Кладбища содержат могилы 250 солдат[102][103];
- Военное кладбище Кабаре-Руж, названное в честь кабаре, которое существовало у южного входа в Суше до войны, содержит 7665 британских могил[100][102][104];
- Канадское кладбище Живанши-ан-Гоэль, расположенное в коммуне Суше на западном склоне хребта Вими, содержит могилы 109 канадских солдат[105];
- Памятник погибшим, на площади перед мэрией;
- Памятник[фр.] генералу Барбо[фр.], погибшему при Суше 10 мая 1915 года[100][102][106];
- Базилика Нотр-Дам-де-Лоретт[англ.]*, построенная в 1932 году архитектором Луи Кордоннье[англ.]. Она возвышается над Суше, но фактически находится на территории соседней коммуны, Аблен-Сен-Назер[англ.];
- Военные мемориалы;
- Музей и «Европейский центр мира», посвящённые Первой мировой войне. В Европейском центре мира, расположенном у подножия национального некрополя Нотр-Дам-де-Лоретт, хранится коллекция предметов времен Первой мировой войны, проводятся выставки и демонстрируются фильмы, составленные из архивных кадров, которые прослеживают основные этапы конфликта;
- Вимийский мемориал, расположенный неподалёку.

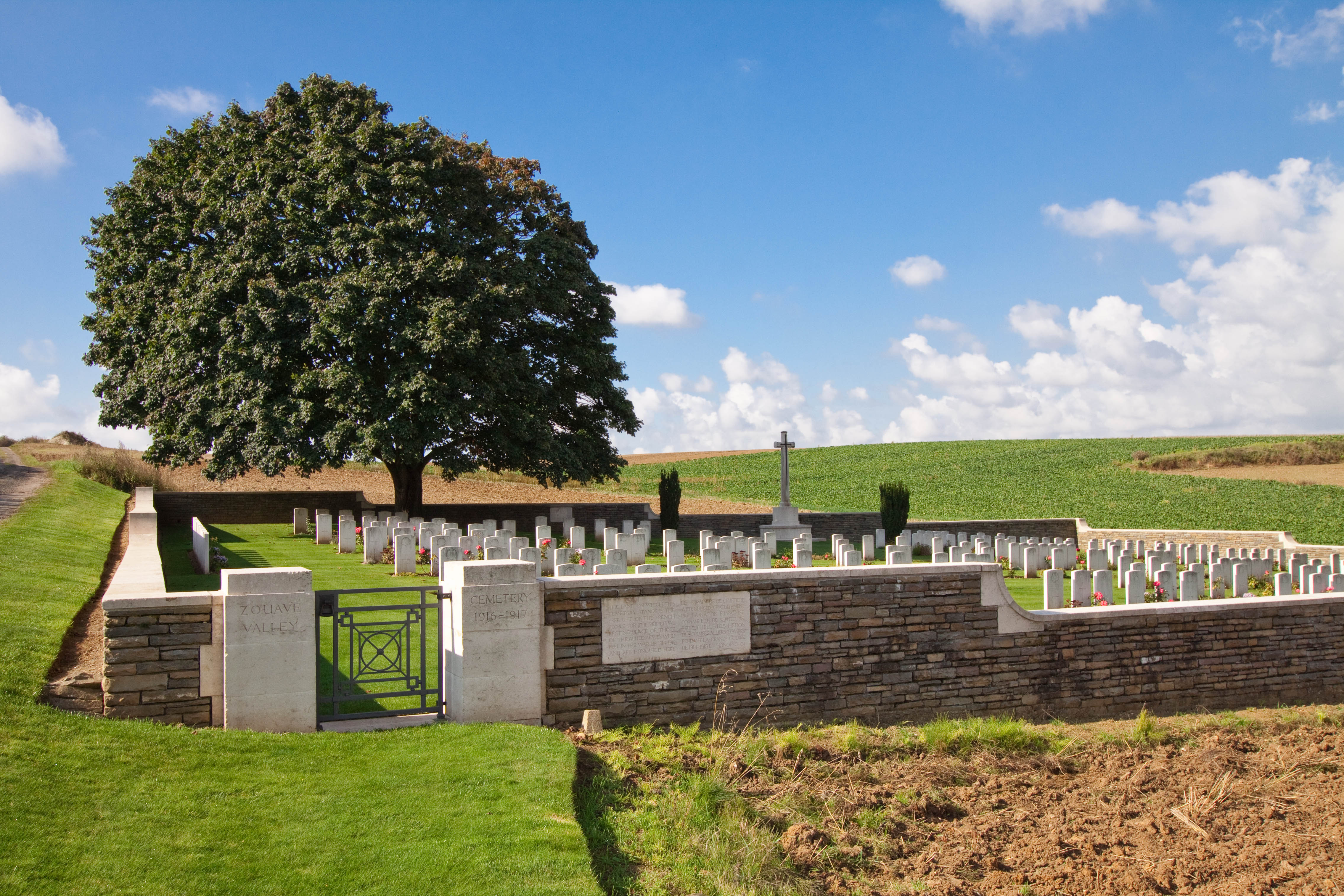
Кладбище долины Зуав.
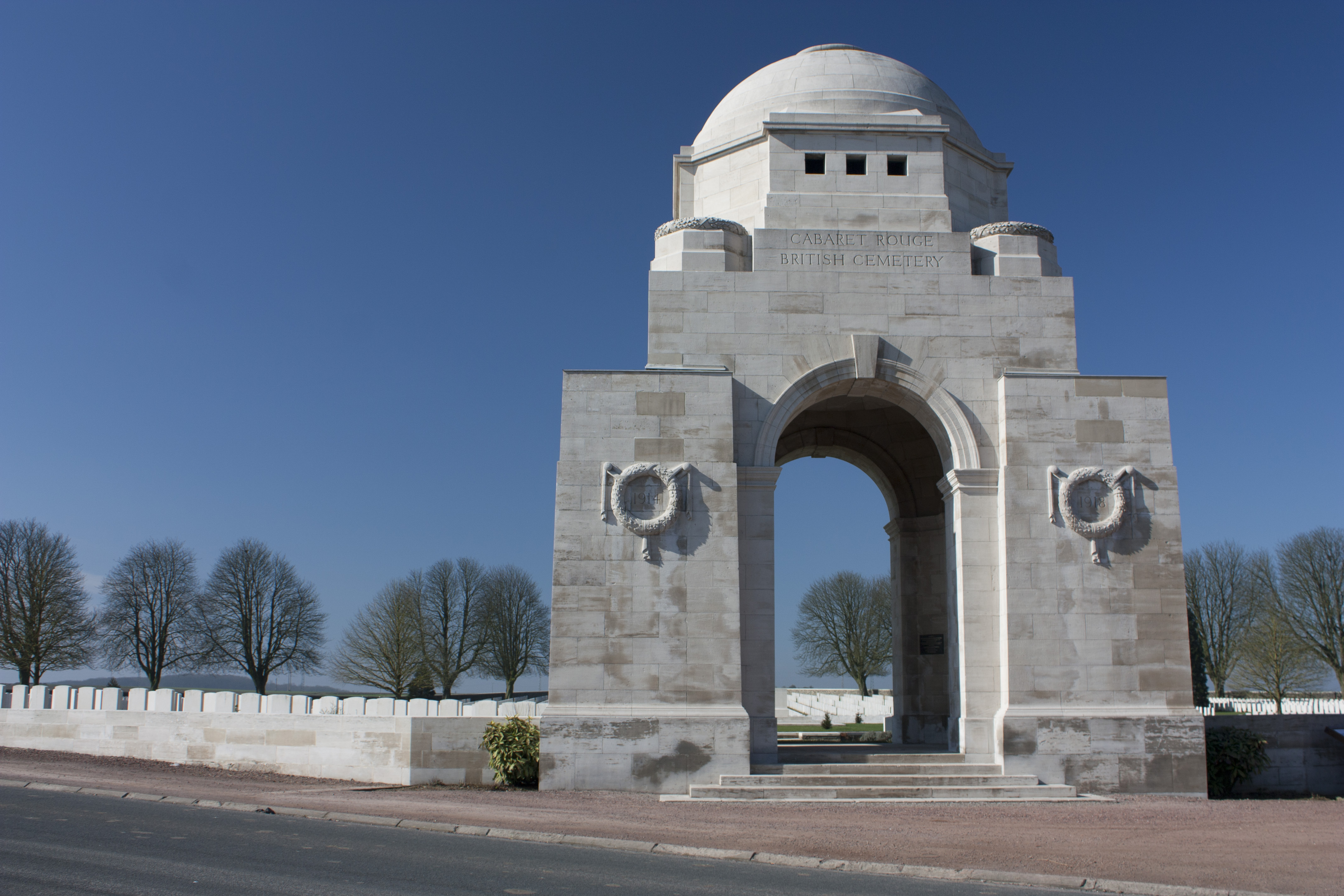
Британское кладбище Кабаре-Руж.
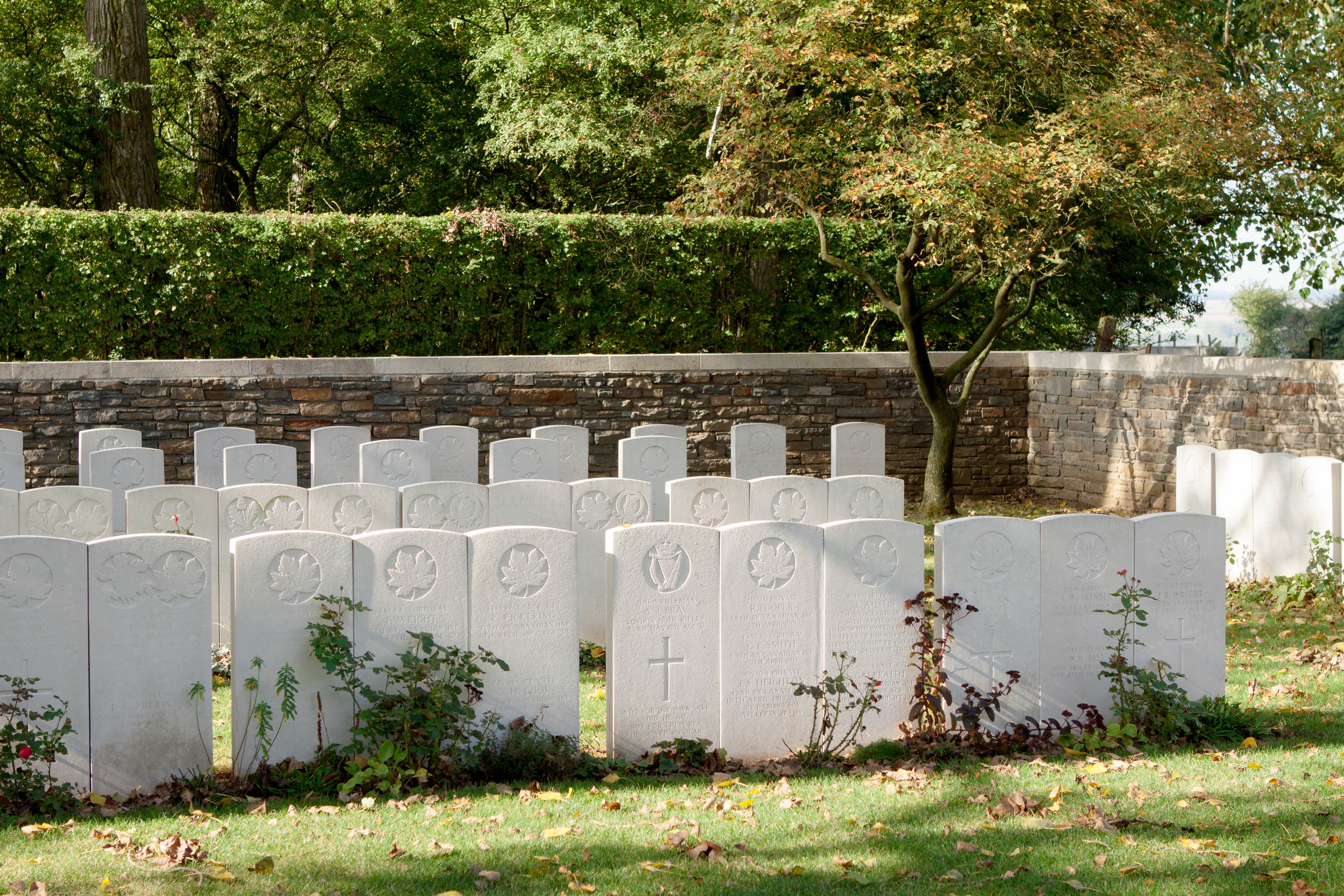
Канадское кладбище Живанши-ан-Гоэль.
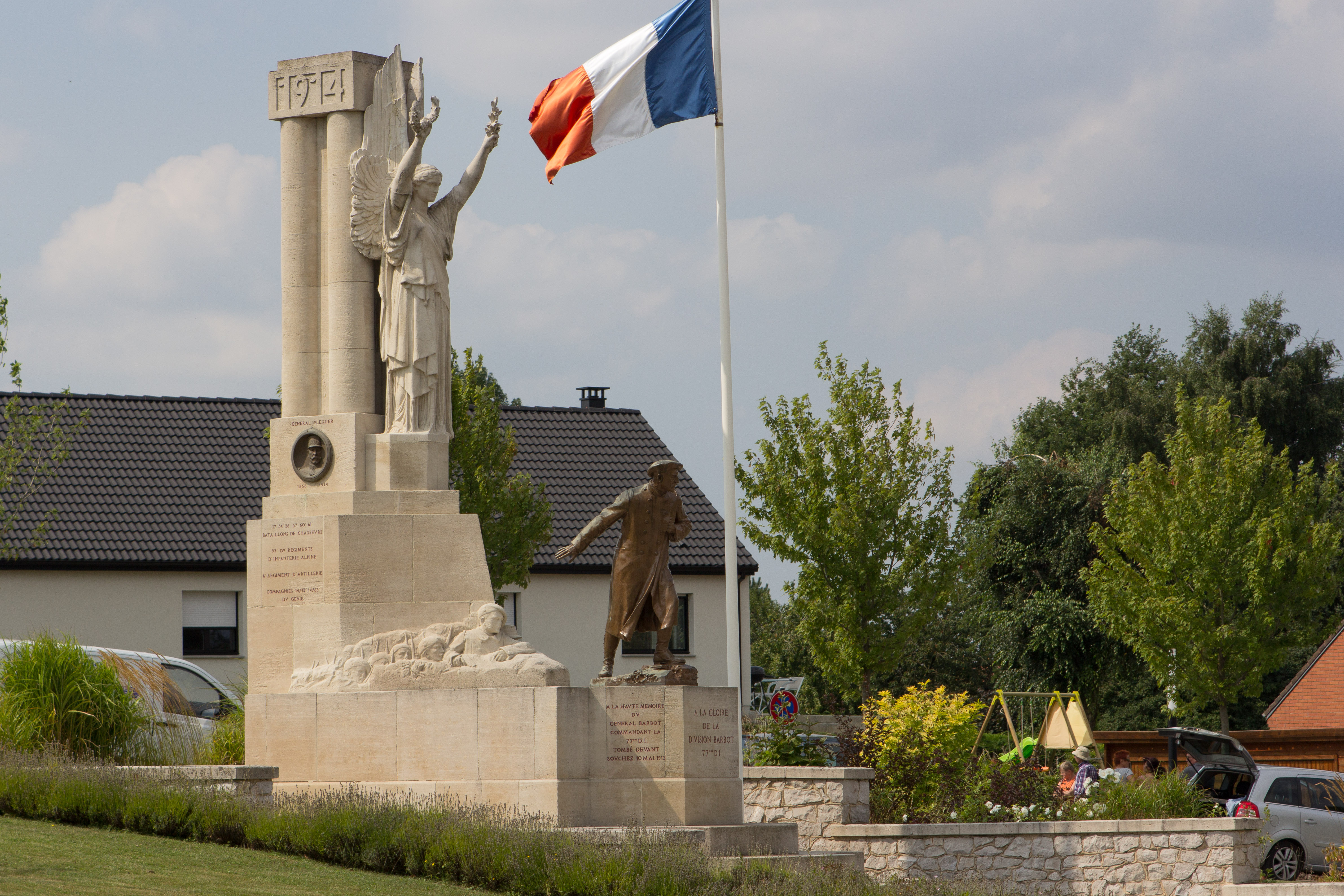
Монумент памяти генерала Барбо.
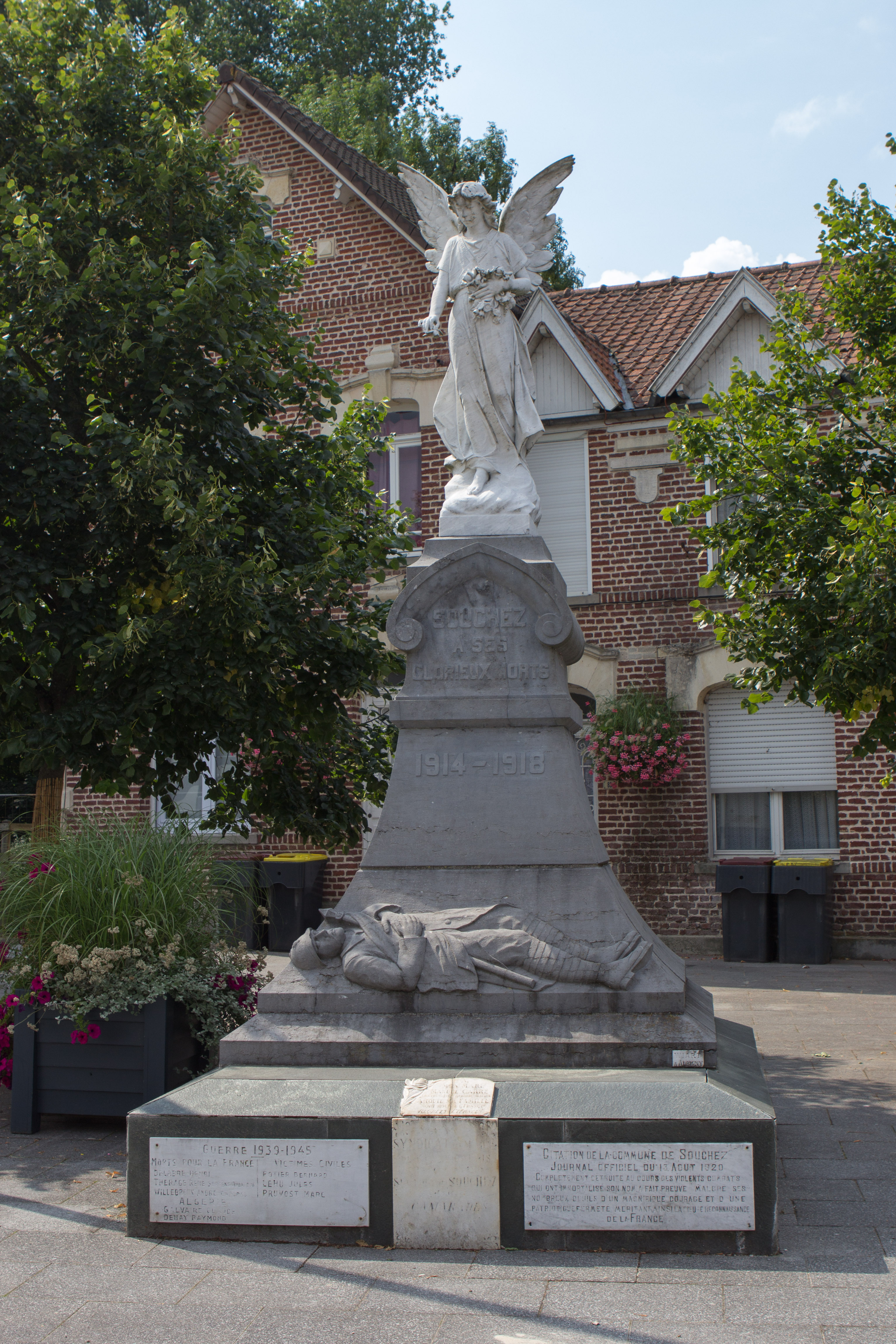
Военный мемориал.

### Личности, связанные с коммуной
- Жорж Одибер[фр.] (1885—1915), французский юрист и писатель, умерший в коммуне.
- Жозеф Колль[фр.] (1885—1915), чемпион Франции по легкой атлетике, умерший в коммуне.
- Жюльен Дени[фр.] (1886—1914), французский футболист, умерший в коммуне.
- Жан-Мари Александр[англ.] (1946—), французский учитель и политик, родился в коммуне.

Семья Карьель
- Адриан дю Карьель, лейтенант города и управления Арраса, лорд Буберса, был посвящён в рыцари в 1632 году[31].
- Гийом дю Карьель, сын Адриана, всегда жил благородно. Он служил своему королю и имел многочисленное потомство, включая четырёх сыновей, которые также служили[107].
- Жак Франсуа Шарль дю Карьель, сын Гийома дю Карьеля. Он был сеньором Фьефа[англ.], Борена и Бубера, дворянином Артуа. У него было три брата, все они погибли на войне: один, погибший при Лонгви, был младшим кавалером; второй погиб при Пиньероле, 2-й капитан в полку Фамешона; 3-й был боевым сержантом, погиб на службе Филиппа V, который выдал ему патент на командорство в трёх орденах: орден Сантьяго, орден Калатравы, орден Алькантары[31].
- Адриан Франсуа Валентин дю Карьель, лорд Фьефа, был сделан маркизом Карьелем по письмам, данным в Версале в декабре 1762 года. Маркизат объединяет различные земли, образуя землю Кариеул. Адриен Франсуа Валентин дю Карьель был капитаном полка Местре-де-Камп, генералом драгун. Его младший брат погиб в звании первого лейтенанта полка морской пехоты в Ганноверской кампании 1757 года. Он женился на даме из Монтебиза, чьи предки также служили своим государям. Семья дю Карьель была связана со многими знатными семьями. Адриан Франсуа Валентен происходил от Адриана де Карьеля, который был посвящен в рыцари в 1632 году[107].

Лорды Суше
- Жан Гийом Фруле, проживавший в замке Суше, получил дворянство 30 апреля 1760 года. Он был сыном Луи Сушеза, эсквайра, сеньора д’Аттекур, отставного секретаря короля в канцелярии, учрежденной при совете Артуа, и внуком Жана Гийома Фруле, который умер в должности секретаря короля в той же канцелярии 16 марта 1725 года в Аррасе, приход Сент-Круа, и был похоронен в церкви доминиканцев этого города[32].

Другие персонажи
- Исай Лампен дит Флореаль (1927—2007), шахтёр и пикардский поэт, родился в Суше и жил там же;

### Культурное наследие
Центр истории мемориала 14-18 — Центр истории войны и мира, посвященный событиям Первой мировой войны в Артуа и Французской Фландрии, создан в Суше. Этот бесплатный музей, открытый с 9 июня 2015 года, представляет события Великой войны через фотографии, в том числе неопубликованные, архивные фильмы и динамические карты.
В Суше есть медиатека.

### Суше в искусстве и культуре
- В своей книге «Зима в Суше» писатель Жан Гальтье-Буасьер описывает повседневную жизнь солдат Первой мировой войны на фронте Артуа в окопах Суше[35];
- Название коммуны используется для наименования зоны обслуживания на автостраде A26 к северо-востоку от её территории[109].

### Геральдика
Блазон герба коммуны гласит:

В лазурном щите золотое пониженное стропило, во главе обрамлённое противопоставленными оторванными головами волка золотом с червлёным языком и золотыми зубами, под стропилом та же голова волка.
Оригинальный текст (фр.)d'azur au chevron d'or accompagné de trois têtes de loup arrachées du même, lampassées de gueules, les deux du chef affrontées.

### Комментарии
1. ↑  ZNIEFF типа 1 — это территории с ограниченной площадью, характеризующиеся наличием редких, примечательных видов, ассоциаций видов или сред, характерных для регионального или национального природного наследия.
2. ↑  В соответствии с зонированием сельских и городских муниципалитетов, опубликованным в ноябре 2020 года, с применением нового определения сельской местности, утвержденного 14 ноября 2020 года межминистерским комитетом по делам сельских территорий.
3. ↑  В октябре 2020 года концепция городской водосборной площади[англ.] заменила концепцию городской территории[англ.], чтобы обеспечить последовательное сравнение с другими странами ЕС.
4. ↑  LOG T1M — Динамика количества жилых помещений по категориям.
5. ↑  LOG T2 — Категории и типы жилья.
6. ↑  LOG T7 — Основные места жительства по статусу владения.
7. ↑  Правовое муниципальное население, действующее на 1 января 2023 года, год 2020, определенное в территориальных границах, действующих на 1 января 2022 года, дата статистического отчета: 1 января 2020 года.
8. ↑  Досье Insee — население коммуны по годам: 2006[71], 2007[72], 2008[73], 2009[74], 2010[75], 2011[76], 2012[77], 2013[78], 2014[79], 2015[80], 2016[81], 2017[82], 2018[83], 2019[84], 2020[85]
9. ↑  REV T1 — Подоходные налоги на налогооблагаемые домохозяйства.
10. ↑  EMP T1 — Население в возрасте от 15 до 64 лет по видам деятельности.
11. ↑  EMP T1 — Население в возрасте от 15 до 64 лет по видам деятельности.
12. ↑  Показатель концентрации занятости равен количеству рабочих мест в районе на 100 занятых, проживающих в районе, согласно определению INSEE.
13. ↑  EMP T5 — Занятость и деятельность.
14. ↑  CEN T1 — Активные учреждения по секторам деятельности по состоянию на 31 декабря 2010 года.
15. ↑  DEN T1 — Бизнес-стартапы по секторам в 2011 году.
16. ↑  DEN T2 — Индивидуальные предприниматели по секторам деятельности в 2011 году.